# Hessenstraße

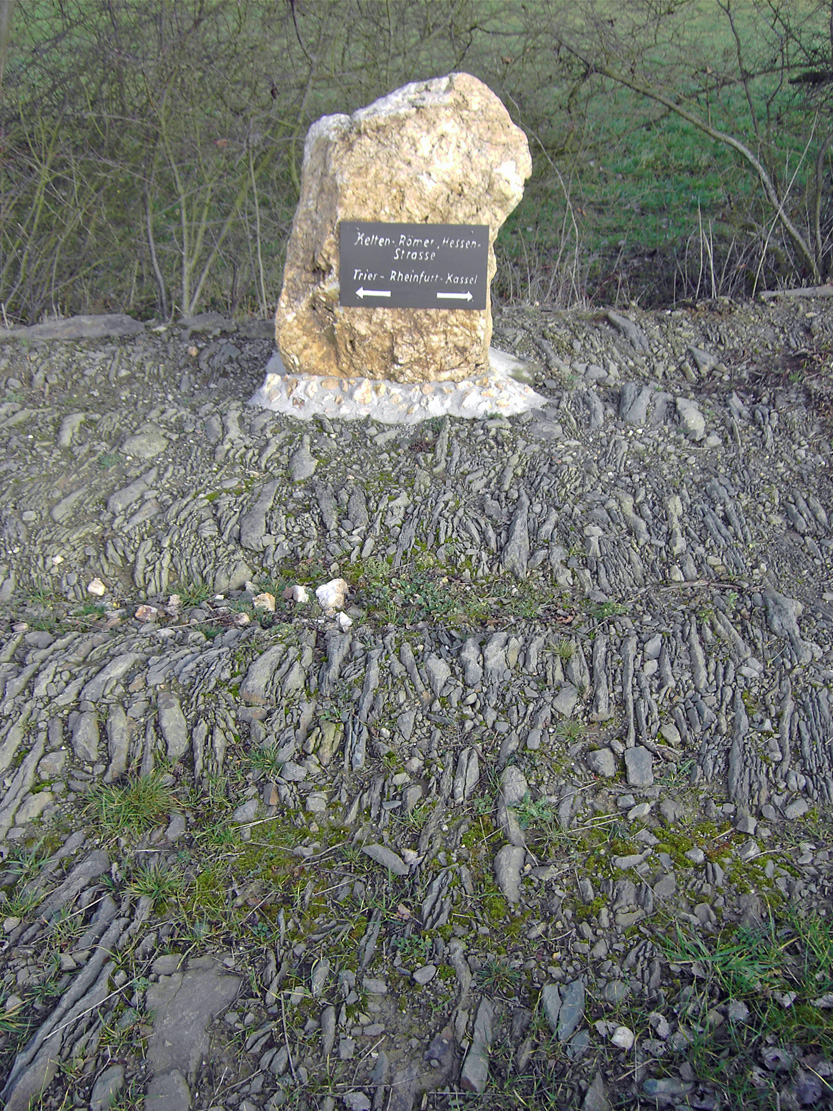
Freigelegtes Stück der Hessenstraße bei Reichenberg

Als Hessenstraße wird seit dem Spätmittelalter eine Straße bezeichnet, die die hessischen Gebiete am Mittelrhein mit der Landgrafschaft Hessen-Kassel verband. Große Teile dieser Altstraße durch den Taunus, insbesondere zwischen Sankt Goar und der Wegekreuzung Eiserne Hand, sind jedoch keltischen Ursprunges, worauf die vielen Hügelgräber schließen lassen. Einige Strecken wurden in römischer Zeit als Pflasterstraße befestigt.

## Verlauf
Die Hessenstraße beginnt in Sankt Goarshausen und steigt sogleich als „Alte Haudererstraße“ an der Südseite des Hasenbach-Tals steil empor zu dem über der Stadt endenden Höhenzug des westlichen Hintertaunus. Oben durchquert sie als „Hauptstraße“ Patersberg und führt als „Römerstraße“ durch Felder. Südlich von Reichenberg wurden einige Meter des römischen Straßenunterbaus aus Bruchsteinen freigelegt und mit einem Hinweisstein markiert. In einem Bogen führt sie südöstlich um Reitzenhain herum zum Galgenkopf. Im Norden von Niederwallmenach und Lautert führt sie über den Hohen Wald und den Kuhheck hinunter zum  Mühlbachtal beim Hof Schwall, südlich von Nastätten gelegen. Von hier zieht die Hessenstraße sofort wieder hinauf auf einen bewaldeten Höhenzug und ist im weiteren Verlauf bis zum Römerkastell Holzhausen stets höchstens wenige hundert Meter von der Landesgrenze nach Hessen entfernt. Am Kastell überquert die Hessenstraße den Obergermanisch-Raetischen Limes und führt westlich von Berndroth zum  Forsthaus Rettert und über den Wolfskopf nach Katzenelnbogen. Damit war die Straßenverbindung zwischen zwei der wichtigsten hessischen Städte der Niedergrafschaft Katzenelnbogen (Sankt Goar (von dem man nur den Rhein überqueren muss um nach Sankt Goarshausen zu gelangen) und Katzenelnbogen) hergestellt.
Von Katzenelnbogen führt die Hessenstraße über Rödelsberg und Steinkopf, verlässt den westlichen Hintertaunus, und steigt hinunter in das Aartal nach Zollhaus und Hahnstätten. Führt weiter in das Kirberger Hügelland nach Netzbach, Heringen, Neesbach und Dauborn. Verläuft über den Höhenrücken der A3 hinunter in den Goldenen Grund nach Niederselters und überquert den Emsbach der Idsteiner Senke. Dann steigt sie als Landesstraße 3449 in den östlichen Hintertaunus nach Haintchen auf und vereinigt sich dann als Höhenstraße etwa 1200 Meter südlich des Kirchküppels (384,4 m) mit der aus Süden von Königstein im Taunus über den Taunushauptkamm kommenden Rennstraße (Hünerstraße) und führt mit dieser zusammen nach Norden zum Hühnerküppel (369,3 m), dabei die Gemarkungsgrenze zwischen Laubuseschbach im Westen und Langenbach im Osten bildend. Über den Bergsattel zwischen beiden Orten quert die Landesstraße 3063. Diese nutzt dabei den Verlauf einer anderen Altstraße, die sich einerseits nach Limburg an der Lahn im Westen und nach Weilburg im Norden verzweigt und andererseits nach Usingen im Südosten führt. Kurz vor dem Hühnerküppel mit seinen Spuren keltischer Befestigungsanlagen schwenkt die Hessenstraße nach Nordosten, nunmehr die Grenze zwischen Rohnstadt mit der Ringwallanlage Riesenburg im Nordwesten und Langenbach im Südosten bildend. Dann führt die Straße hinunter in das Weiltal nach Weilmünster (Reste alter Stadtmauern, Stadt- oder Römerturm).
Von dort aus führte die Hessenstraße über Möttau, Kraftsolms, über den Köhlerberg (hier früher auch „Heerstraße“ bezeichnet) zum Napoleonstock. Ab diesem Punkt kann der genaue Verlauf der Straße nicht mehr bestimmt werden, vermutlich führte sie über Dornholzhausen nordwärts in Wetzlar über die Lahn, vorbei am Dünsberg auf dem Westfalenweg weiter Richtung Kassel.